# Magneto Optical Disk
Die Magneto-Optical Disk (MO-Disk auch MOD, dt. „magnetooptische Diskette“) ist ein rotierendes Speichermedium, das magnetisch beschrieben und optisch ausgelesen wird.
Bei der Magneto-Optical Disc gibt es keine einheitliche Schreibweise. Man findet sowohl Magneto-Optical Disc/Magneto Optical Disc als auch MO-Diskette oder kurz MO. Letztere gibt es auch in den populären Varianten MO-Laufwerk und MO-Medium (bzw. seltener) MO-Cartridge.

## Magnetooptische Technik
Während alle anderen Aufzeichnungsarten entweder magnetische (z. B. Festplatten) oder optische Verfahren (z. B. DVD) verwenden, kombiniert die magnetooptische Technik beide Verfahren.
Die Aufzeichnung erfolgt magnetisch. Allerdings ist das Material der MO-Disks bei Raumtemperatur nicht magnetisierbar. Dies ist erst oberhalb der Curie-Temperatur möglich, sodass das Material erhitzt werden muss, damit es magnetisierbar ist. Dazu wird ein Laserstrahl benutzt. Der Vorteil liegt darin, dass die Medien unempfindlich gegen Magnetfelder sind und die Magnetisierung auch bei langer Lagerung erhalten bleibt. Die Magnetisierung ist sozusagen dauerhaft eingefroren.
Die unterschiedlich magnetisierten Bereiche reflektieren Licht durch den magnetooptischen Kerr-Effekt unterschiedlich, sodass zum Auslesen ebenfalls ein Laserstrahl mit Optik mit Wollaston-Prisma eingesetzt werden kann. Dieser hat eine geringe Leistung, da er das Material nicht erhitzen muss bzw. soll.
Vor dem Schreiben ist zusätzlich ein Löschvorgang nötig, der ebenfalls durch das Erhitzen der Spur über den Curie-Punkt realisiert wird. Bei speziellen Overwrite-Medien (erkennbar am Logo „OW“, bekannt unter dem Namenszusatz LIMDOW bei Fujitsumedien) ist der Löschvorgang überflüssig; es wird ohne vorherigen Löschvorgang geschrieben. Dadurch verdoppelt sich die Schreibgeschwindigkeit. Das Laufwerk muss solche Overwrite-Medien unterstützen.

## Spezifikation der Medien
Das Wissen über die Spezifikation des Datenträgers ist nützlich bei der Bewertung der MO-Technik und beim Kauf von MO-Geräten und -Medien. Im Folgenden werden nur die Informationen dargestellt, die von unmittelbarem, allgemeinen Interesse sind. Rein technische Details sind in den Quellen ersichtlich, siehe Kapitel Standards.
AussehenDie MO-Medien sind dauerhaft in einer Schutzhülle untergebracht die einer 3,5″-Diskette ähnelt. Diese Schutzhülle wird auch als Cartridge bezeichnet. Ein 3,5″-MO-Medium ist ungefähr doppelt so dick wie eine 3,5″-Diskette.
DurchmesserDie MO-Medien gibt es in zwei verschiedenen Durchmessern: 90 mm (entspricht dem 3,5″-Formfaktor) und 130 mm (das dem 5,25″-Format entspricht).
SpeicherkapazitätDie Speicherkapazität der MO-Medien hängt vom Durchmesser, der Spurdichte, der Bitdichte und der Sektorgröße ab. Folgende Kapazitäten sind üblich, wobei die jeweils kleineren nur zur Unterstützung älterer Laufwerke noch erhältlich sind:
| Durch- messer | Sektorengröße [Byte] | Speicherkapazität [MB] |
| ------------- | -------------------- | ---------------------- |
| 3,5″          | 0512                 | 128, 230, 540          |
| 3,5″          | 2048                 | 640, 1300, 2300        |
| 5,25″         | 0512                 | 650–9100               |
| 5,25″         | 1024                 | 650–9100               |
| 5,25″         | 2048                 | 5200–16.700            |
| 5,25″         | 4096                 | bis 9100               |

## Unterschiede zwischen der MOD und einer DVD-RAM

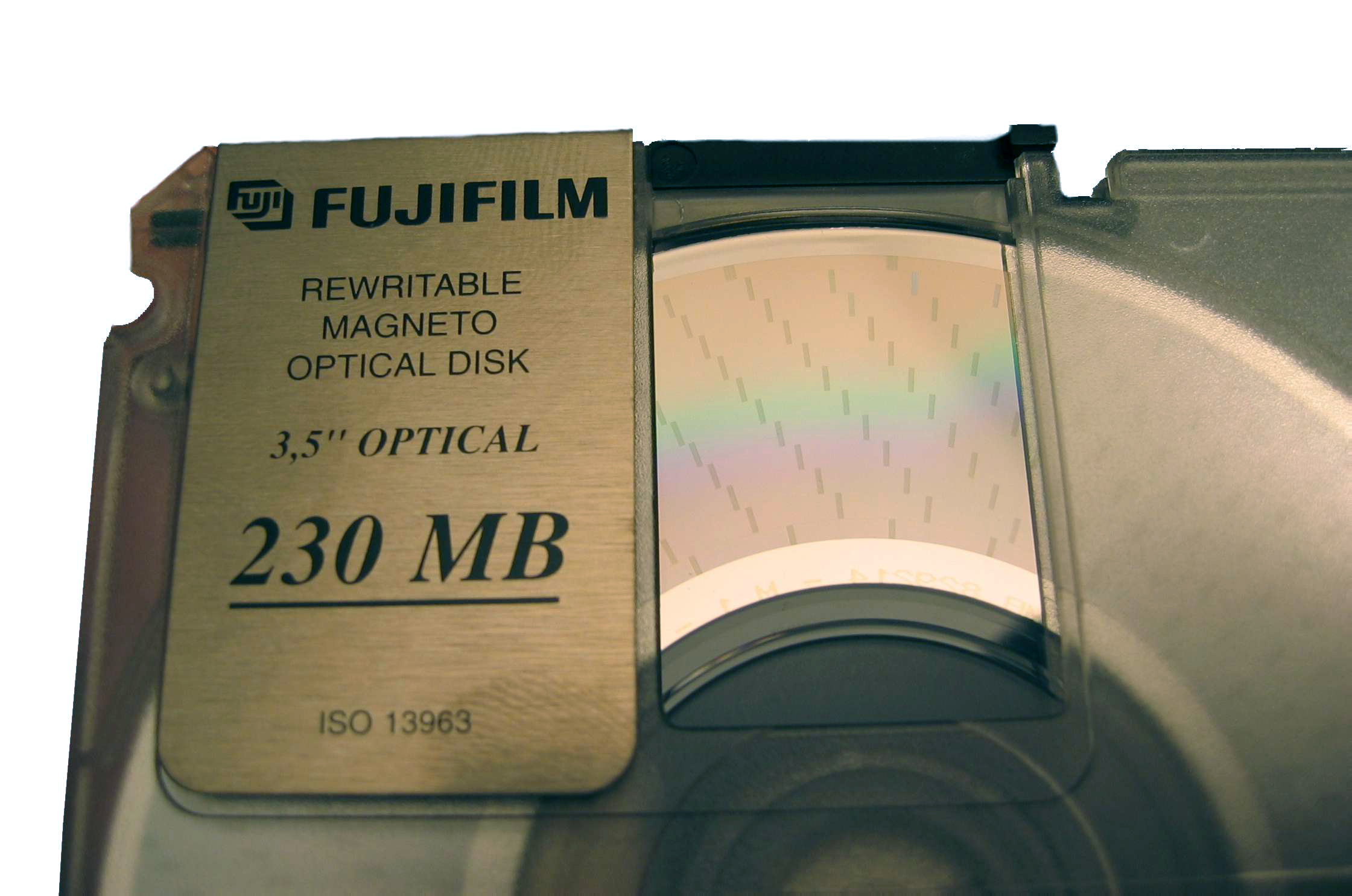
Eine geöffnete MOD, deren Sektorierung man mit bloßem Auge erkennen kann

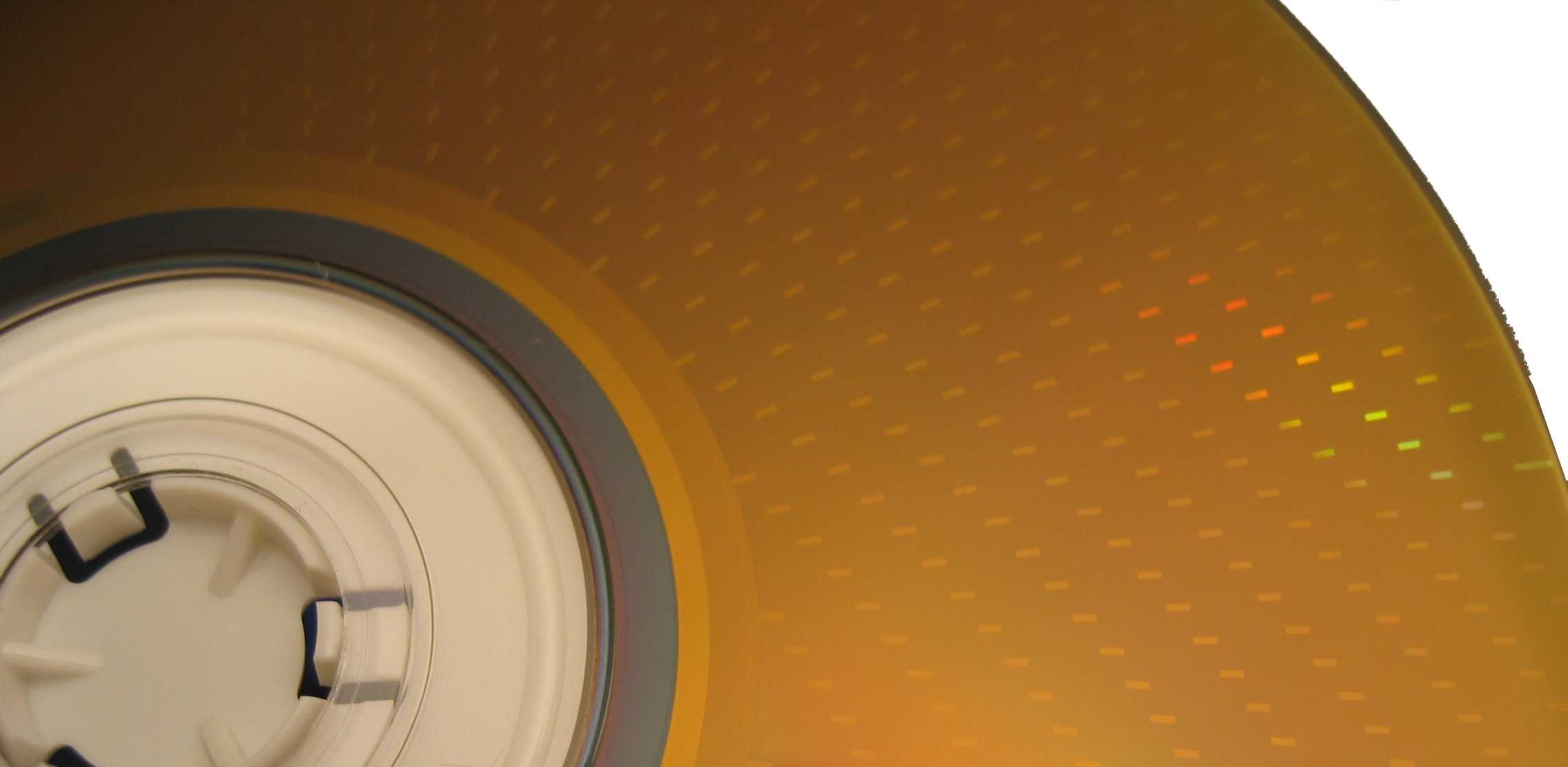
Eine DVD-RAM besitzt die gleiche (sichtbare) Sektorierung wie eine MOD.

In der Literatur und Praxis wird die MO gelegentlich mit der DVD-RAM verglichen. Beide Speichermedien weisen die Gemeinsamkeit der Sektorierung auf (vgl. Abbildungen), aber ansonsten haben sie aufgrund ihrer unterschiedlichen Aufnahmeverfahren (optisch bzw. magnetisch) nicht viel gemeinsam.
Neben diesen prinzipbedingten Unterschieden unterscheiden sich DVD-RAM und MO bei der Speicherkapazität, den Medienpreisen, der Transferleistung sowie der Verbreitung. Eine aktuelle 3,5″-MO-Disk bringt es auf maximal 2,3 GB, eine DVD-RAM auf 4,7 GB. Preislich gibt man für eine 2,6-GB-MO-Disk gut 10 €, für ein 4,7-GB-DVD-RAM-Medium etwa 3 € aus (Stand 2021). Die Transferdatenraten von DVD-RAM-Laufwerken sind denen von MO-Laufwerken überlegen. MO-Systeme findet man eher in professionellen IT-Bereichen, wohingegen ein DVD-RAM-Brenner heutzutage für jedermann erschwinglich ist.
Sowohl MOD als auch DVD-RAM werden von neueren Betriebssystemen als Festplatte erkannt. Ältere Betriebssystemen haben die DVD-RAM als DVD-Brenner eingebunden, sodass zusätzliche Treiber oder eine Packet-Writing-Software notwendig war, um die Discs zu beschreiben und zu löschen.
MOD besitzt gegenüber der DVD-RAM eine höhere physische Datensicherheit (Zuverlässigkeit), da
- MO-Medien lichtunempfindlich sind
- MO-Medien bis ca. 100 °C temperaturunempfindlich sind
- MO-Medien bei Normaltemperatur vollkommen unempfindlich gegenüber Magnetfeldern sind
- die magnetische Information auf MO-Medien unempfindlich gegenüber starken Beschleunigungskräften ist
- aktuelle MO-Medien immer von einer schützenden Kunststoffhülle (Cartridge) umgeben sind, DVD-RAM-Medien dagegen lesegerätabhängig immer häufiger ohne Cartridge verwendet werden, was die Gefahr von Beschädigungen (z. B. Kratzer) bei der Verwendung erhöht.
- MO-Medien immer über einen mechanischen Schreibschutzschalter verfügen, der das Löschen durch Fehlbedienung oder durch fehlerhafte Software zuverlässig verhindert.

### Gefährdungen
Betriebssysteme, wie Microsoft Windows, beschreiben Teile des Datenträgers bei jedem Systemstart, bei jeder Prüfung oder bei jedem Neueintrag an einzelnen Stellen (Sektoren) immer wieder neu, so dass der Datenträger zwar langzeitlich erhalten bleibt und sein Dateninhalt ebenso ohne Schaden bleibt, aber beispielsweise das Verzeichnis der gespeicherten Daten nicht mehr gelesen werden kann. MODs dürfen daher nicht ohne Schreibschutz im permanenten Systemzugriff betrieben werden, will man solche Defekte vermeiden.

## Ähnliche Techniken
Das Audio-Medium MiniDisc von Sony verwendet die gleiche Technik wie MO-Laufwerke.
Eine iDPhoto (ID-Photo) ist eine MO-Diskette und wurde im Jahr 2000 von Sanyo auf den Markt gebracht.

## Verbreitung
Die Verbreitung der MO war über ihre gesamte Bauzeit relativ gering. Bis auf dem NeXTcube (wo die MO anstelle einer Festplatte serienmäßig zum Einsatz kam), war sie meist entweder nur ein Transportmedium (bspw. in der Grafik- oder Medizin-Branche) oder ein Backupmedium. Im Musikbereich und Privathaushalten wurde die MO oft auch als zusätzlicher Speicher für persönliche Dokumente bzw. Musiktitel genutzt.
Sehr beliebt und verbreitet ist die MO auf ihrem Heimatmarkt Japan. Der letzte große Hersteller von MO-Laufwerken – Fujitsu – stellte 2007 den Verkauf für Europa ein. Vereinzelt sind MO-Datenträger in Europa noch im Internet erhältlich, jedoch sind die dafür erforderlichen Laufwerke für Privatpersonen kaum erschwinglich. In Japan sind MO-Laufwerke noch erhältlich.

## Nachfolge
In der Forschung gab es auch Ansätze für MO-Medien mit größeren Speichervolumina, die aber nicht bis zur Serienreife entwickelt wurden, weil der Speichervolumen-Bedarf bei den Benutzern sich viel rasanter entwickelt hat. Für viele Anwendungsfelder sind inzwischen deutlich größere Speichervolumen erforderlich, als damals in den Forschungslaboren in der Pipeline waren. Die Hersteller von MO-Laufwerken verabschiedeten sich und überließen den Markt den wiederbeschreibbaren Speichermedien der Phase-Change-Technik (ein rein optisches Aufzeichnungsverfahren), die mit dem Vertreter Ultra Density Optical (UDO) bei 60 GB stagniert.
Die MO-Technik ist inzwischen wieder modern. Durch den Wechsel des Trägermaterials von Kunststoff auf Metallplatte, die per Laser punktuell erhitzt wird, lassen sich nach Aussagen der Forschung wiederbeschreibbare Speichermedien mit Kapazitäten bis zu 100 TB erreichen. Diese Nachfolgetechnik läuft unter dem Stichwort Heat-assisted magnetic recording (HAMR), und das Speichermedium wird als „HAMR-Festplatte“ bezeichnet.

## Normen und Standards
Der Hyper-Storage-Standard wurde von Sony, Hitachi und 3M entwickelt. Hyper Storage fand keine große Verbreitung.
Der GIGAMO-Standard wurde zusammen von Sony und Fujitsu entwickelt. Fujitsu entwickelte die Laufwerke, Sony verbesserte die Medien.
| Durchmesser [mm] | Speicherkapazität [MB] | ISO/IEC | ECMA | Jahr | Bemerkungen     |
| ---------------- | ---------------------- | ------- | ---- | ---- | --------------- |
| 90               | 128                    | 10090   | 154  | 1991 |                 |
| 90               | 230                    | 13963   | 201  | 1993 |                 |
| 90               | 385                    | –       | 223  | 1995 |                 |
| 90               | 540, 640               | 15041   | –    | 1997 |                 |
| 90               | 650                    | 15498   | 239  | 1996 | Hyper Storage 1 |
| 90               | 1.300                  | 17346   | 351  | 2003 | Original GIGAMO |
| 90               | 2.300                  | 22533   | 353  | 2004 | 2,3-GB-GIGAMO   |
| 130              | 650                    | 10089   | –    | 1991 |                 |
| 130              | 650                    | 11560   | 153  | 1991 | nur WORM        |
| 130              | 1.000                  | 13481   | 183  | 1992 |                 |
| 130              | 1.300                  | 13549   | 184  | 1992 |                 |
| 130              | 2000                   | 13842   | 195  | 1995 |                 |
| 130              | 2.600                  | 14517   | –    | 1996 |                 |
| 130              | 5.200                  | 15286   | –    | 1999 |                 |
| 130              | 9.100                  | 22092   | 322  | 2001 |                 |